# كرستينا ملكة السويد
كريستينا (بالسويدية: Drottning Kristina، ولدت 18 ديسمبر 1626 – توفيت 19 أبريل 1689)، كانت ملكة السويد في عمر السادسة تقريبًا. باعتبارها فردًا من آل فاسا، سميت بذلك تشريفاً لجدتها لأبيها كريستينا من هولشتاين-غوتورب، خلفت والدها غوستاف الثاني أدولف بعد وفاته في معركة لوتسن، ولكنها بدأت حكم الإمبراطورية السويدية حين بلغت الثامنة عشر.
تُذكر كريستينا كواحدة من النساء الأكثر تعلمًا في القرن السابع عشر. كانت مولعة بالكتب والمخطوطات والرسومات والمنحوتات. باهتمامها بالدين والفلسفة والرياضيات والخيمياء، جذبت العديد من العلماء إلى ستوكهولم، إذ أرادت للمدينة أن تصبح «أثينا الشمال». تسببت في فضيحة حين قررت عدم الزواج، وفي عام 1654 تخلت عن عرشها واعتنقت الكاثوليكية.
تسبب البذخ المالي لكريستينا في وضع الدولة على حافة الإفلاس، وتسببت الصعوبات المالية في اضطرابات عامة بعد سنوات من الحكم. في عمر الثامنة والعشرين، تخلت «مينيرفا الشمال» عن العرش لابن عمها وانتقلت إلى روما. وصف البابا ألكسندر السابع كريستينا بأنها «ملكة بلا حكم، ومسيحية بلا إيمان، وامرأة بلا حياء». على الرغم من ذلك، فقد لعبت دورًا رائدًا في المجتمع الموسيقي والمسرحي وحمت العديد من الفنانين الباروكيين، والملحنين والموسيقيين.
لكونها نزيلة لخمسة باباوات متعاقبين، ورمزًا للإصلاح المضاد، تعتبر واحدة من النساء القلائل اللاتي دُفنّ في مغارة الفاتيكان. قُدم أسلوب حياتها غير المألوف وملابسها الذكورية في العديد من الروايات والمسرحيات وعروض الأوبرا والأفلام. في كل السير الذاتية لكريستينا، لعبت هويتها الثقافية والجندرية دورًا هامًا.
اعتبرت كرستينا واحدة من النساء المتعلمات في القرن السابع عشر. كانت مغرمة بالكتب والمخطوطات، اللوحات والمنحوتات. كانت ذكية، متقلبة ومزاجية. جذبت العديد من العلماء إلى ستوكهولم، رغبة في أن تصبح المدينة «أثينا في الشمال».
كانت كريستينا تجيد إلى جانب لغتها الأم السويدية ما لا يقل عن سبع لغات وهي: الألمانية، والفرنسية، والإيطالية، والهولندية، والدانماركية، والعربية والعبرية. يمكن القول إن كريستينا شغلت أوروبا طوال نصف قرن، ومُنحت ألقاب مثل: مينيرفا الشمال، والملكة المستنيرة ذات المعرفة الموسوعية، والملكة الجوّالة، حتى إن بعضهم سمى القرن السابع عشر «عصر كريستينا». تم تعليمها المبارزة وركوب الخيل وصيد الدببة.

## النشأة
وُلدت كريستينا في قلعة تري كرونور الملكية في 18 ديسمبر (وربما 8 ديسمبر) 1626. كان والداها الملك السويدي غوستاف أدولف وزوجته الألمانية ماريا إليونورا. كان لديهما بالفعل ابنتان - وهما الأميرة التي وُلدت ميتة في عام 1620، ثم الأميرة كريستينا الأولى، التي وُلدت في عام 1623 وتُوفيت في العام التالي. أحاطت التوقعات القلقة بالحمل الثالث لماريا إليونورا في عام 1626. حين وُلد الطفل، اعتُقد في بداية الأمر أنه ولد إذ كان «مشعرًا» وصرخ «بصوت قوي وأجش». كتبت لاحقًا في مذكراتها «انتشر إحراج شديد بين السيدات حين اكتشفن خطأهن». على الرغم من ذلك، كان الملك سعيدًا جدًا، وقال «ستكون ذكية، لقد جعلتنا جميعًا نبدو كحمقى!» من العديد من النواحي، يبدو أن غوستاف أدولف كان مرتبطًا جدًا بابنته، ويبدو أنها كانت مُعجبة به بشدة.
كان العرش الملكي في السويد متوارثًا بين آل فاسا، ولكن ابتداءً من عهد الملك كارل التاسع (حكم من 1604-11)، فقد استبعدوا أمراء فاسا الذين انحدروا من الأخ المعزول (إريك الرابع عشر ملك السويد) وابن أخيه المعزول (زيغمونت الثالث ملك بولندا). مات الأخوة الشرعيون لغوستاف أدولف قبل سنوات. بقيت الأخت الشرعية الوحيدة، أخته غير الشقيقة كاترين، واستُبعدت أيضًا في 1615 حين تزوجت من غير-لوثري. لذلك أصبحت كريستينا وريثة مفترضة مُسلم بها. منذ مولد كريستينا، اعترف الملك غوستاف أدولف بجدارتها حتى كوريثة أنثى، وعلى الرغم من تسميتها «الملكة»، فقد كان اللقب الرسمي الذي حصلت عليه حين تُوجت من البرلمان السويدي في 1633 هو الملك.

### مظهرها
الملامح البدنية لكريستينا وسلوكياتها متداوله في الروايات التاريخية. احتقرت كريستينا التزين منذ نعومة أظفارها، وتصرفت مثل الرجال في اللباس واللعب والصيد وكان لها قدرات ومواهب الرجل الذكي، ونافست الشبان في ألعابهم ورياضتهم، وكان صوتها خشناً. مع كل ذلك، كانت فيها بعض مفاتن النساء وكانت متواضعة، وكريمة، وطموحة، وحادة الطبع. وفقا لسيرة حياة كريستينا أنها عاشت طول حياتها مع اختلاف في ارتفاع كتفيها بسبب أن الممرضة أسقطتها بلا مبالاة على الأرض عندما كانت طفلة.

## الوصاية

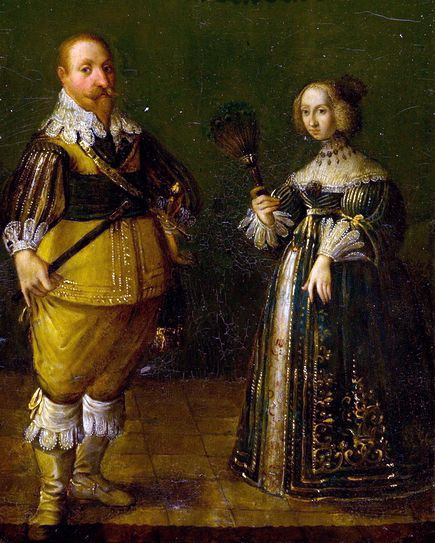
والدي كرستينا نحو عام 1632

قبل أن يغادر غوستاف أدولف إلى ألمانيا للدفاع عن البروتستانتية في حرب الثلاثين عامًا، فقد أمن حق ابنته في وراثة العرش، في حالة عدم عودته، وأعطى أوامره لأكسيل غوستافسون بانير، المشير، بأن تتلقى كريستينا التعليم الذي يتلقاه الأولاد بشكل طبيعي.
كانت والدتها، من آل هوهنتسولرن، سيدة ذات مزاج متقلب. ربما كانت مجنونة. بعد وفاة الملك في 6 نوفمبر 1632 في أرض المعركة، أُعيد جثمانه إلى الوطن في نعش، ووُضع قلبه في صندوق منفصل. أمرت ماريا إليونورا ألا يُدفن الملك حتى تُدفن هي معه. طلبت أيضًا أن يبقى النعش مفتوحًا، وذهبت لرؤيته بانتظام، مربتةً عليه دون الأخذ في الاعتبار بالتفسخ. في النهاية، لم يرى المستشار المُحرج أكسل أكسنسترنا، حلًا آخر سوى وضع حارس على الحجرة لتجنب المزيد من الحوادث. نتيجة لذلك، لم يُدفن الملك حتى 22 يونيو 1634، أي بعد أكثر من 18 شهرًا.
في 1634، صاغ أكسنسترنا صك الحكومة، وهو دستور جديد. اشترط الدستور أن «الملك» لا بد أن يكون له مجلس خاص، ويترأسه أكسنسترنا بنفسه.
كانت ماريا إليانورا فاترة تجاه ابنتها ولكن الآن، متأخرًا، أصبحت كريستينا مركز اهتمام والدتها. قرر غوستاف أدولف أنه في حالة وفاته، سيعتني بابنته أخته وأخاه غير الأشقاء كاترين وكارل جيلينهيلم كأوصياء عليها. لم يناسب هذا الحل ماريا إليونورا، التي منعت أخت زوجها من دخول القلعة. في 1636، لم يجد المستشار أكسنسترنا حلًا سوى نفي أرملة الملك إلى قلعة غريبسهولم، بينما يقرر مجلس الوصاية الحاكم متى يُسمح لها برؤية ابنتها ذات التسعة أعوام. خلال الأعوام الثلاثة اللاحقة، ترعرعت كريستينا بصحبة عمتها كاترين وعائلتها.
في عام 1638 بعد وفاة عمتها وأمها الوصية كاترين، وجد مجلس الوصاية الملكي بقيادة أكسل أكسنسترنا الحاجة لتعيين أم حاضنة جديدة للملكة القاصرة (كانت أمها في المنفى)، ما أدى إلى إعادة هيكلة منزل الملكة. من أجل تجنيب الملكة الصغيرة من أن تصبح معتمدة على فرد واحد وصورة مفضلة للأم، قرر المجلس الملكي تقسيم عمل كبيرة الوصيفات (المسؤولة عن الخادمات الإناث للملكة) وعمل الحاضنة الملكية (أو الأم الحاضنة) بين أربعة، مع تعيين سيدتين لتقاسم كل عمل. وبالتالي عُينت إيبا لييونوفد وكريستينا نيلزدوتر نات أوش داغ لمقاسمة منصب المربية والأم الحاضنة بلقب («سيدة التوبيخ»)، بينما عُينت بيتا أكسنسترنا وإيبا رينينج لمقاسمة منصب كبيرة الوصيفات، وتمتعت السيدات الأربعة بالرتبة الرسمية لمراقب الخدم.
يبدو أن منهج المجلس الملكي في تعيين أكثر من أم حاضنة للملكة كريسينا لتجنب تعلقها بشخص واحد كان فعالًا، إذ أن كريستينا لم نذكر أمهاتها الحاضنات مباشرةً في مذكراتها ولا يبدو أنها تعلقت بأي منهم بأي شكل؛ في حقيقة الأمر، لم تُظهر كريستينا أي اهتمام لخدمها من الإناث، سوى باستثناءات محدودة، مثل إيبا سباري، ولايدي جين روثفن ولويز فان دير نوث، إذ ذكرتهم عمومًا في مذكراتها فقط لمقارنة نفسها إيجابيًا بهم، مشيرةً إلى نفسها بأنها أكثر ذكورة منهم.
تلقت كريستينا التعليم كما يتلقاه الذكور من العائلة الملكية. أصبح العالم الديني يوهانس ماتياي غوتوس معلمها؛ وأعطاها دروسًا في الدين والفلسفة واللغتين اليونانية واللاتينية. درّس لها المستشار أكسنسترنا السياسة وناقش أعمال تاسيتس معها. كتب أكسنسترنا بفخر عن الفتاة ذات الأربعة عشر عامًا أنها «ليست مثل الإناث بأي شكل من الأشكال» وأنها تتمتع بـ«ذكاء براق». بدت كريستينا سعيدة للدراسة لعشر ساعات يوميًا. بجانب اللغة السويدية تعلمت على الأقل سبع لغات أخرى: الألمانية والهولندية والدانماركية والفرنسية والإيطالية والعربية والعبرية.
في 1636–1637، تفاوض بيتر مينويت وسامويل بلومارت مع الحكومة لإنشاء السويد الجديدة، أول مستعمرة سويدية في العالم الجديد. في عام 1638، شيد مينويت حصن كريستينا في ويلمنغتون بولاية ديلاوير الحالية؛ سُمي أيضًا نهر كريستينا نسبةً إليها. أخذ حي كوين فيلادج في سيتي سنتر، بمدينة فيلادلفيا اسمه من الشارع الذي سُمى نسبة لها في الحي.

## روابط خارجية
- كرستينا ملكة السويد على موقع الموسوعة البريطانية (الإنجليزية)
- كرستينا ملكة السويد على موقع إن إن دي بي (الإنجليزية)